# Marco Fúrio Fuso
Marco Fúrio Fuso (em latim: Marcus Furius Fusus) foi um político da gente Fúria nos primeiros anos da República Romana eleito tribuno consular em 403 a.C.. Lívio cita em seu lugar Marco Postúmio Albino.

## Primeiro tribunato consular (403 a.C.)
Foi eleito tribuno consular com Ápio Cláudio Crasso, Lúcio Valério Potito, Mânio Emílio Mamercino, Lúcio Júlio Julo e Marco Quintílio Varo.
| “ | Depois de garantir a paz nos demais frentes, romanos e veios estavam prontos para o combate com uma fúria e um ódio recíproco tal que seria o fim para os que fossem derrotados. | ” |
|   | — Lívio, Ab Urbe condita V, 1. |   |

Enquanto os romanos cercavam Veios, construindo aterros, máquinas de cerco e pequenas fortalezas para controlar o território, os veios não conseguiram convocar as demais cidades etruscas para a guerra contra Roma. Quando chegou o inverno, os romanos tomaram a extraordinária decisão de manter o exército de prontidão no cerco para impedir que os veios destruíssem todos os progressos realizados até então por causa da retirada — até então, durante os meses de outono e inverno, as campanhas militares eram suspensas e os soldados-cidadãos voltavam para a cidade para cuidar de seus afazeres. Mas a decisão não ocorreu sem a firme oposição dos tribunos da plebe:
| “ | Estava posta à venda a liberdade da plebe: os jovens, mantidos constantemente longe da cidade e excluídos da participação na vida política, agora nem mesmo diante do inverno e da má estação, podem retornar para suas casas e propriedades. Qual acreditavam que seria a causa de um serviço militar que durava para sempre? | ” |
|   | — Lívio, Ab Urbe condita V, 2. |   |

Só a intervenção de Ápio Cláudio Crasso, que com sua celebrada oratória contrastou a polêmica dos tribunos e uma improvisada sortida dos veios, que queriam destruir as máquinas de cerco romanas, conseguiram estabelecer novamente a concórdia entre as ordens e demonstrar a necessidade de manter o exército de prontidão durante o inverno.